# Franklin County (Arkansas)
Franklin County is een county in de Amerikaanse staat Arkansas.
De county heeft een landoppervlakte van 1.579 km² en telt 17.771 inwoners (volkstelling 2000). De hoofdplaats is Ozark.